# شمشیربازی در المپیک تابستانی ۱۹۳۲
شمشیربازی در بازی‌های المپیک تابستانی ۱۹۳۲ نام رویداد ورزش شمشیربازی در بازی‌های المپیک تابستانی بود که در سال ۱۹۳۲ برگزار شد.

## جدول مدال‌ها
| رتبه | کشور                      | طلا | نقره | برنز | مجموع |
| ۱    | ایتالیا (ITA)             | ۲   | ۴    | ۲    | ۸     |
| ۲    | فرانسه (FRA)              | ۲   | ۱    | ۰    | ۳     |
| ۳    | مجارستان (HUN)            | ۲   | ۰    | ۲    | ۴     |
| ۴    | ایالات متحده آمریکا (USA) | ۰   | ۱    | ۲    | ۳     |
| ۴    | اتریش (AUT)               | ۱   | ۰    | ۰    | ۱     |
| ۶    | بریتانیای کبیر (GBR)      | ۰   | ۱    | ۰    | ۱     |
| ۷    | لهستان (POL)              | ۰   | ۰    | ۱    | ۱     |

## کشورهای شرکت کننده
- آرژانتین (۵)
- اتریش (۱)
- بلژیک (۷)
- کانادا (۶)
- دانمارک (۷)
- فرانسه (۱۱)
- آلمان (۲)
- بریتانیای کبیر (۳)
- مجارستان (۱۰)
- ایتالیا (۱۴)
- مکزیک (۱۰)
- هلند (۲)
- لهستان (۶)
- سوئیس (۱)
- سوئد (۳)
- ایالات متحده آمریکا (۲۱)